# Лівезіле (Тіміш)
Лівезіле (рум. Livezile) — село у повіті Тіміш в Румунії. Входить до складу комуни Лівезіле.
Село розташоване на відстані 410 км на захід від Бухареста, 43 км на південь від Тімішоари.

## Населення
За даними перепису населення 2002 року у селі проживали 1069 осіб.
Національний склад населення села:
| Національність | Кількість осіб | Відсоток |
| -------------- | -------------- | -------- |
| румуни         | 954            | 89,2%    |
| угорці         | 52             | 4,9%     |
| серби          | 37             | 3,5%     |
| німці          | 24             | 2,2%     |

Рідною мовою назвали:
| Мова      | Кількість осіб | Відсоток |
| --------- | -------------- | -------- |
| румунська | 959            | 89,7%    |
| угорська  | 46             | 4,3%     |
| сербська  | 37             | 3,5%     |
| німецька  | 26             | 2,4%     |